# National Museum of Women in the Arts
National Museum of Women in the Arts (NMWA) er et museum i Washington, DC der udelukkende koncentrerer sig om kvinders bidrag til malerkunst, scenekunst og litteratur. Museet åbnede i 1987 og har siden etableret en samling på omkring 4.000 malerier, skulpturer, værker på papir og dekorationsstykker. Blandt museets udstillingsstykker kan værker af Mary Cassatt, Frida Kahlo og Élisabeth Louise Vigée-Le Brun nævnes. Museet befinder sig i et gammelt frimurertempel, en bygning der er på USA's liste over historiske steder.